# Playa de Salinas
La playa de Salinas es uno de los arenales más concurridos de la costa central de Asturias, España. Se sitúa en Salinas (Castrillón), una de las zonas más deseadas de todo el territorio asturiano.
Cuenta con múltiples alternativas de ocio y en sus proximidades se encuentran el Real Club Náutico y el Real Balneario, que fue derribado en el año 2000 y posteriormente reconstruido.

## Características
Posee un arenal que se extiende durante más de 2500 metros, compuesto de una arena muy fina y dorada. La playa es conocida por su fuerte oleaje, apto para la práctica de deportes como surf, windsurf o kitesurf, no obstante a ambos lados posee sendas zonas de baño más resguardadas del viento del nordeste.
Cuenta con un imponente paseo marítimo de 2000 metros de largo, el cual bordea completamente la playa y dirige al usuario hacia el Museo de Anclas Philippe Cousteau, en el que podrá encontrar una importante colección de anclas de todo tipo y un mirador de 360° situado encima de los acantilados. Además cabe indicar que en las cercanías se encuentra el Pinar de Salinas, un espacio natural en el que el visitante podrá encontrar un área recreativa con parrillas, papeleras, fuentes así como diversos lugares de descanso.

## Festivales y eventos
En este arenal se celebran anualmente distintos eventos relacionados con el surf, muestra de ello es el VANS Salinas Longboard Festival que ya va por su decimosexta edición, y congrega a miles de personas amantes de este deporte para disfrutar de las exhibiciones amenizadas por diferentes actuaciones y conciertos.
Además también se celebra anualmente en las inmediaciones de la playa, más concretamente en el túnel de arnao, el Túnel Festival en el que durante dos días cortan la circulación del paseo marítimo de Salinas para que todo el mundo pueda disfrutar de las actuaciones en directo y de las imágenes proyectadas en la ladera del monte y en el propio túnel.
Otro festival que se celebra anualmente y merece la pena destacar es el Song's for a Ewan Day, un festival que se celebra en el pinar que se encuentra junto a la playa con música en directo en un entorno paradisíaco. 

## Servicios
Esta playa cuenta con aseos, duchas, lavapies, alquiler de tumbonas, aparcamiento, papeleras y varios puestos de comida y bebidas. Asimismo tiene una central de emergencias y dos puestos secundarios donde se encuentra el servicio de salvamento.
Por todo esto la playa lleva recibiendo varios años consecutivos la bandera azul, máximo galardón para las playas y puertos deportivos, otorgado por la Asociación de Educación Ambiental y del Consumidor (ADEAC).
Es accesible a pie, en coche o en autobús, pues en las inmediaciones hay paradas de la línea L-1 (La luz-Piedras Blancas).